# Moonmadness
Moonmadness è un album discografico del gruppo britannico Camel pubblicato nel 1976 dalla Decca.

## Descrizione
È il loro quarto album in studio e l'ultimo della formazione classica (Latimer, Bardens, Ferguson, Ward). Dopo il successo del precedente album strumentale Music Inspired by The Snow Goose del 1975, la band decide di tornare a melodie e arrangiamenti più semplici dal punto di vista compositivo.

## Tracce

### Lato A
Testi e musiche di Andrew Latimer, Peter Bardens, Andy Ward e Doug Ferguson.
1. Aristillus – 1:59 (Latimer)
2. Song Within a Song – 7:18 (Bardens, Latimer)
3. Chord Change – 6:48 (Bardens, Latimer)
4. Spirit of the Water – 2:09 (Bardens)

### Lato B
1. Another Night – 7:00 (Bardens, Ferguson, Latimer, Ward)
2. Air Born – 5:04 (Bardens, Latimer)
3. Lunar Sea – 9:14 (Bardens, Latimer)

### Tracce bonus della versione rimasterizzata del 2002
1. Another Night – 3:22 – Versione del singolo
2. Spirit of The Water – 2:13 – Versione demo
3. Song Within a Song – 7:11 – Versione live registrata all'Hammersmith Odeon il 14 aprile 1976
4. Lunar Sea – 9:51 – Versione live registrata all'Hammersmith Odeon il 14 aprile 1976
5. Preparation / Dunkirk – 9:32 – Versione live registrata all'Hammersmith Odeon il 14 aprile 1976

## Formazione
- Andrew Latimer: chitarra, flauto, voce
- Peter Bardens: tastiere, voce
- Doug Ferguson: basso, voce
- Andy Ward: batteria, percussioni, voce